# Atsuki Ito
Atsuki Ito (伊藤 敦樹, Ito Atsuki), né le 11 août 1998 à Urawa au Japon, est un footballeur international japonais qui joue au poste de milieu défensif à La Gantoise.

## Biographie

### En club
Né à Urawa au Japon, Atsuki Ito est formé par le Urawa Red Diamonds puis étudie à l'université Ryutsu Keizai, avant de retourner au Urawa Red Diamonds en janvier 2021. Le transfert est annoncé dès le 25 juin 2020. 
Il fait ses débuts professionnels avec ce club, jouant son premier match le 27 février 2021, lors de la première journée de la saison 2021 de J1 League face au FC Tokyo. Il est titularisé et les deux équipes se neutralisent (1-1 score final). Le 5 mai 2021, Ito marque son premier but en professionnel, à l'occasion d'une rencontre de coupe de la Ligue japonaise face au Kashiwa Reysol. Entré en jeu à la place de Ryosuke Yamanaka, il marque dans le temps additionnel, et les deux équipes se neutralisent (3-3 score final)
Ito remporte son premier trophée en étant titularisé lors de la finale de la coupe du Japon 2021 qui a lieu le 19 décembre contre l'Oita Trinita, que son équipe remporte par deux buts à un.
Le 13 août 2024, Atsuki Ito signe en faveur du KAA La Gantoise pour un contrat de quatre ans, soit jusqu'en juin 2028.

### En sélection
Le 14 juin 2023, Atsuki Ito est convoqué pour la première fois avec l'équipe nationale du Japon par le sélectionneur Hajime Moriyasu. Il remplace notamment Takumu Kawamura, initialement dans la liste mais finalement forfait. Ito honore sa première sélection le lendemain, lors d'un match amical contre le Salvador. Il entre en jeu à la place de Hidemasa Morita et son équipe l'emporte par six buts à zéro,. 
Lors de sa deuxième sélection, le 12 septembre contre la Turquie en match amical, Ito est titularisé. Le milieu défensif inscrit à cette occasion son premier but en sélection en ouvrant le score sur un service de Ritsu Doan et contribue ainsi à la victoire de son équipe (4-2 score final). Sa prestation est saluée par la presse après la rencontre. Il est par ailleurs le premier joueur d'Urawa à marquer en sélection depuis cinq ans.

## Palmarès
Urawa Red Diamonds
- Coupe du Japon (1) :
  - Vainqueur : 2021.
- Supercoupe du Japon (1) :
  - Vainqueur : 2022.
- Ligue des champions de l'AFC (1) :
  - Vainqueur : 2022.